# الخيف (محافظة الجموم)
الخيف قرية سعودية، في محافظة الجموم بمنطقة مكة المكرمة. تقع في شمال مكة المكرمة بمسافة تقارب () كم.